# Afronurus ugandanus
Afronurus ugandanus is een haft uit de familie Heptageniidae. De wetenschappelijke naam van de soort is voor het eerst geldig gepubliceerd in 1956 door Kimmins.
De soort komt voor in het Afrotropisch gebied.